# Stopplaats Schagerwaard
Stopplaats Schagerwaard (geografische afkorting Sgw) is een voormalige stopplaats aan de staatslijn K tussen Amsterdam Centraal en Den Helder. De stopplaats was geopend van 6 november 1886 tot 15 mei 1931.